# Lorry-Mardigny
Lorry-Mardigny település Franciaországban, Moselle megyében. Lakosainak száma 678 fő (2022. január 1.). Lorry-Mardigny Bouxières-sous-Froidmont, Champey-sur-Moselle, Vittonville, Arry, Cheminot, Marieulles és Sillegny községekkel határos.

## Népesség
A település népességének változása:
| Lakosok száma | 341  | 373  | 449  | 568  | 638  | 639  | 650  | 657  | 664  | 678  |
|               | 1968 | 1982 | 1990 | 2006 | 2013 | 2015 | 2017 | 2019 | 2020 | 2022 |